# 랜드 오브 베어스
《랜드 오브 베어스》(영어: Land of the Bears 3D)는 2014년에 개봉한 프랑스의 영화이다.

## 캐스팅
- 마리옹 꼬띠아르 : 내레이터